# Log pri Mlinšah
Log pri Mlinšah este o localitate din comuna Zagorje ob Savi, Slovenia, cu o populație de 51 de locuitori.